# Louise Haiberg
Louise Haiberg (født 1983) er en dansk forfatter. Hun er uddannet teknisk designer.